# 蜀科
蜀科（しょくか）は、中国・三国時代の蜀漢において軍人や庶民を取り締まった法典。

## 概要
益州平定後に、成都市に拠点を移した劉備陣営において、益州を「法治」するよう主張した諸葛亮の主導のもと、法正、伊籍、劉巴、李厳が編纂に携わった。
運用は過酷ではあったものの、公平・公正・公明であったため、民衆からの不満は少なかったとされる。